# Assens (municipio)
El municipio de Assens (en danés, Assens Kommune) es un municipio de la región de Dinamarca Meridional, en el oeste de la isla de Fionia. Tiene una población estimada, a inicios de 2022, de 40 972 habitantes.
Su capital y principal núcleo de población es Assens.
El municipio fue fundado el 1 de enero de 2007, con la fusión de los antiguos municipios de Aarup, Assens, Glamsbjerg, Haarby, Tommerup y Vissenbjerg.
Le pertenecen las islas de Helnæs —a la que se llega por medio de carretera a través de un dique— y Bågø, que se comunica con la ciudad de Assens por medio de un transbordador.

## Localidades
| Localidades más pobladas de Assens |                     |                  |
| N.º                                | Localidad           | Población (2012) |
| 1                                  | Assens              | 6.060            |
| 2                                  | Glamsbjerg          | 3.227            |
| 3                                  | Vissenbjerg         | 3.130            |
| 4                                  | Aarup               | 3.014            |
| 5                                  | Haarby              | 2.494            |
| 6                                  | Tommerup Stationsby | 2.401            |
| 7                                  | Tommerup            | 1.618            |
| 8                                  | Ebberup             | 1.308            |
| 9                                  | Brylle              | 1.183            |
| 10                                 | Verninge            | 741              |